# Cytheridea
Cytheridea is een geslacht van kreeftachtigen uit de klasse van de Ostracoda (mosselkreeftjes).

## Soorten
- Cytheridea (Clithrocytheridea) alexanderi Stephenson, 1938 †
- Cytheridea (Clithrocytheridea) aquia Swain, 1948 †
- Cytheridea (Clithrocytheridea) furcata Zalanyi, 1959 †
- Cytheridea (Clithrocytheridea) keijzeri Bold, 1946 †
- Cytheridea (Clithrocytheridea) nanafaliensis Stephenson, 1938 †
- Cytheridea (Clithrocytheridea) oliveri (Cushman, 1925) Stephenson, 1942 †
- Cytheridea (Clithrocytheridea) pendletonensis (Howe & Garrett, 1934) Stephenson, 1938 †
- Cytheridea (Clithrocytheridea) subcircinata Bold, 1946 †
- Cytheridea (Clithrocytheridea) tuscahomensis Stephenson, 1938 †
- Cytheridea (Clithrocytheridea) virginica (Schmidt, 1948) Brown, 1958 †
- Cytheridea (Clithrocytheridea) visseri Bold, 1946 †
- Cytheridea (Clithrocytheridea) wilcoxensis Stephenson, 1941 †
- Cytheridea (Cytheridea) acuminata (Bosquet, 1852) Goerlich, 1953 †
- Cytheridea (Cytheridea) plagosa Eagar, 1965 †
- Cytheridea (Cytheridea) unispinae Eagar, 1963 †
- Cytheridea (Haplocytheridea) baconica Zalanyi, 1959 †
- Cytheridea (Haplocytheridea) chambersi Stephenson, 1937 †
- Cytheridea (Haplocytheridea) delicatula Martin, 1961 †
- Cytheridea (Haplocytheridea) ehlersi (Howe & Stephenson in Howe & Chambers, 1935) Stephenson, 1937 †
- Cytheridea (Haplocytheridea) hiwanneensis Stephenson, 1937 †
- Cytheridea (Haplocytheridea) incrassata (Bosquet, 1852) Apostolescu, 1955 †
- Cytheridea (Haplocytheridea) jonesiana (Bosquet, 1852) Triebel, 1938 †
- Cytheridea (Haplocytheridea) marthavillensis (Howe & Garrett, 1934) Stephenson, 1938 †
- Cytheridea (Haplocytheridea) mexicana Stephenson, 1942 †
- Cytheridea (Haplocytheridea) ponderosa Stephenson, 1938 †
- Cytheridea (Haplocytheridea) procera Pietrzeniuk, 1969 †
- Cytheridea (Haplocytheridea) reversa Bold, 1946 †
- Cytheridea (Haplocytheridea) strigosa Pietrzeniuk, 1969 †
- Cytheridea (Haplocytheridea) subovata Sutton & Williams, 1939 †
- Cytheridea (Leptocythere) byramensis (Stephenson in Howe & Law, 1936) Stephenson, 1937 †
- Cytheridea (Leptocythere) ibashiensis Stephenson, 1938 †
- Cytheridea (Leptocythere) kellumi (Howe & Stephenson in Howe & Chambers, 1935) Stephenson, 1937 †
- Cytheridea (Leptocythere) mariannensis Stephenson, 1938 †
- Cytheridea (Leptocythere) naheolensis Stephenson, 1938 †
- Cytheridea (Leptocytheridea) bashiensis Stephenson, 1938 †
- Cytheridea (Leptocytheridea) fragillissima Stephenson, 1937 †
- Cytheridea (Leptocytheridea) gunteri Stephenson, 1938 †
- Cytheridea (Leptocytheridea) kellumi (Howe & Stephenson in Howe & Chambers, 1935) Stephenson, 1937 †
- Cytheridea (Leptocytheridea) mariannensis Stephenson, 1938 †
- Cytheridea (Leptocytheridea) sulcata Stephenson, 1938 †
- Cytheridea (Leptocytheridea) wailesi Stephenson, 1937 †
- Cytheridea (Leptocytheridea) waynensis Stephenson, 1937 †
- Cytheridea (Phractocytheridea) compressa Sutton & Williams, 1939 †
- Cytheridea acuminata (Bosquet, 1852) Goerlich, 1953 †
- Cytheridea aequabilis Jones & Sherborn, 1888 †
- Cytheridea africana Brady, 1870
- Cytheridea angustata (Baird, 1850)
- Cytheridea anomala Terquem, 1885 †
- Cytheridea aoteana Hornibrook, 1952
- Cytheridea appendiculea Ducasse, 1967 †
- Cytheridea approximata Terquem, 1885 †
- Cytheridea arca Bonaduce, Ruggieri, Russo & Bismuth, 1992 †
- Cytheridea arcuata Jiricek in Brestenska & Jiricek, 1978 †
- Cytheridea asperocostata Chochlova, 1960 †
- Cytheridea atlantica Blondeau, 1973 †
- Cytheridea autonoma (Luebimova & Guha, 1960) Krstic, 1979 †
- Cytheridea badchyzensis Rosyjeva, 1962 †
- Cytheridea bairdioides Alexander, 1929 †
- Cytheridea barbata (Sowerby, 1834) Jones & Sherborn, 1889 †
- Cytheridea bavarica Goerlich, 1953 †
- Cytheridea bemelenensis Veen, 1936 †
- Cytheridea bipapillata Chapman, 1894 †
- Cytheridea bosqueti (Speyer, 1863) Lienenklaus, 1894 †
- Cytheridea bosqueti (Veen, 1863) Szczechura, 1965 †
- Cytheridea bradiana (Jones, 1884) Jones & Sherborn, 1888 †
- Cytheridea bronnimanni (Bold, 1958) Sandberg, 1964 †
- Cytheridea buekkensis Zalanyi, 1929 †
- Cytheridea campbonensis Blondeau, 1973 †
- Cytheridea campwallacensis Hazel, 1983 †
- Cytheridea canadensis Scott, 1947 †
- Cytheridea canceratica (Apostolescu, 1957) Apostolescu, 1964 †
- Cytheridea centrata Terquem, 1886 †
- Cytheridea chalilovi Rosyjeva, 1962 †
- Cytheridea chesapeakensis Ulrich & Bassler, 1904 †
- Cytheridea coarctata Jones & Sherborn, 1888 †
- Cytheridea consorbina Brady, 1890
- Cytheridea contorta Terquem, 1885 †
- Cytheridea convexa Hu, 1983 †
- Cytheridea cornea Brady, 1869
- Cytheridea crassa Ducasse, 1967 †
- Cytheridea crassa Terquem, 1886 †
- Cytheridea crassacardinalae Guernet, 1984 †
- Cytheridea cristagalli (Egger, 1858) Witt, 1970 †
- Cytheridea csopakensis Mehes, 1911 †
- Cytheridea cuneiformis Terquem, 1885 †
- Cytheridea curvata Lienenklaus, 1900 †
- Cytheridea cuzeica Bubikjan, 1958 †
- Cytheridea cylindrica Terquem, 1885 †
- Cytheridea danovi Rosyjeva, 1962 †
- Cytheridea demiorbiculata Ye (Chun-Hui), 1987 †
- Cytheridea dentata Sars, 1866
- Cytheridea depressa Terquem, 1885 †
- Cytheridea diagonalis (Malkin, 1953) Forester, 1980 †
- Cytheridea diversilacunata Bassiouni, 1962 †
- Cytheridea ecthyma Bold, 1973 †
- Cytheridea eggenburgensis Kollmann, 1960 †
- Cytheridea eggeri Goerlich, 1953 †
- Cytheridea egregia Jones & Sherborn, 1888 †
- Cytheridea elatior Brady, 1868
- Cytheridea ellipsoidea (Jones, 1872) Jones, 1894 †
- Cytheridea elongata Terquem, 1878 †
- Cytheridea eminula Jones & Sherborn, 1888 †
- Cytheridea entzi Zalanyi, 1913 †
- Cytheridea eocaenica Pietrzeniuk, 1969 †
- Cytheridea erratica Rosyjeva, 1962 †
- Cytheridea exilis Seguenza, 1880 †
- Cytheridea eximia Jones & Sherborn, 1888 †
- Cytheridea expansa Carbonnel, 1969 †
- Cytheridea explorata Rosyjeva, 1962 †
- Cytheridea fabacea Terquem, 1885 †
- Cytheridea fallens Oertli, 1956 †
- Cytheridea fenestrata Chapman, 1894 †
- Cytheridea flavescens Brady, 1890
- Cytheridea fourniei Carbonnel, 1969 †
- Cytheridea foveolata Brady, 1868
- Cytheridea fragilis Lienenklaus, 1905 †
- Cytheridea fraudator Monostori, 1985 †
- Cytheridea fraudulenta Rosyjeva, 1962 †
- Cytheridea gigantea Zalanyi, 1913 †
- Cytheridea glabra (Jones, 1857) Jones & Sherborn, 1887 †
- Cytheridea glabra Li, 1963 †
- Cytheridea goodlandensis Alexander, 1929 †
- Cytheridea graciosa Purper, 1979 †
- Cytheridea grammi Rosyjeva, 1962 †
- Cytheridea graysonensis Alexander, 1929 †
- Cytheridea gypsi Margerie, 1961 †
- Cytheridea hannai Israelsky, 1929 †
- Cytheridea hebertiana Terquem, 1878
- Cytheridea herendensis Zalanyi, 1959 †
- Cytheridea heteropora Egger, 1858 †
- Cytheridea heterostigma (Reuss, 1850) Livental, 1956 †
- Cytheridea heterostigma Reuss, 1856 †
- Cytheridea hoerstgenensis Bassiouni, 1962 †
- Cytheridea hungarica Zalanyi, 1913 †
- Cytheridea hyalinula Li, 1963 †
- Cytheridea ignobilis Jones & Sherborn, 1888 †
- Cytheridea illustris Rosyjeva, 1962 †
- Cytheridea incrassata Bosquet, 1852 †
- Cytheridea inermis Sars, 1866
- Cytheridea inornata Brady, Crosskey & Robertson, 1874 †
- Cytheridea inornata Terquem, 1885 †
- Cytheridea intermedia (Reuss, 1850) Keij, 1957 †
- Cytheridea jonesetta Coryell, 1963 †
- Cytheridea jonesiana Bosquet, 1852 †
- Cytheridea josephinae Kollmann, 1960 †
- Cytheridea joshensis Gammudi, 1993 †
- Cytheridea kamillae Rosyjeva, 1962 †
- Cytheridea karakumensis Rosyjeva, 1962 †
- Cytheridea kellumi (Howe & Stephenson in Howe & Chambers, 1935 †
- Cytheridea kollmanni Bold, 1963 †
- Cytheridea kopetdagensis Rosyjeva, 1962 †
- Cytheridea krenneri Zalanyi, 1913 †
- Cytheridea lacunosa Kollmann, 1960 †
- Cytheridea leingartensis Goerlich, 1953 †
- Cytheridea leptostigma Lienenklaus, 1900 †
- Cytheridea limbata Terquem, 1885 †
- Cytheridea limpidusa Rosyjeva, 1962 †
- Cytheridea lineata Terquem, 1886 †
- Cytheridea loczyi Mehes, 1911 †
- Cytheridea longa Veen, 1935 †
- Cytheridea longissima Hejjas, 1894 †
- Cytheridea lucida Seguenza, 1880 †
- Cytheridea luebimovae Rosyjeva, 1962 †
- Cytheridea magontyensis Ducasse, 1995 †
- Cytheridea marias Chochlova, 1960 †
- Cytheridea maschrikovi Rosyjeva, 1962 †
- Cytheridea mcguirti Stephenson in Howe & Law, 1936 †
- Cytheridea mediatena Bold, 1963 †
- Cytheridea minima Brady, 1866
- Cytheridea mississippiensis (Howe & Law, 1936) Neufville, 1973 †
- Cytheridea mixaenica Lienenklaus, 1905 †
- Cytheridea monensis Brady & Norman, 1896
- Cytheridea muelleri Muenster, 1938
- Cytheridea muelleriformis Rosyjeva, 1962 †
- Cytheridea muellerii (Muenster, 1830) Bosquet, 1852
- Cytheridea multipunctata Alexander, 1934 †
- Cytheridea mulukensis Schacko, 1901 †
- Cytheridea mytiloides Veen, 1935 †
- Cytheridea nasuta Bonaduce, Ruggieri, Russo & Bismuth, 1992 †
- Cytheridea neapolitana Kollmann, 1960 †
- Cytheridea nebulosa Terquem, 1885 †
- Cytheridea nedlitzensis Pietrzeniuk, 1984 †
- Cytheridea newburyensis Goekcen, 1971 †
- Cytheridea nodulosa (Chapman, 1894) Coryell, 1963 †
- Cytheridea oblonga Terquem, 1878 †
- Cytheridea onissa Chochlova, 1960 †
- Cytheridea orientalis Brady, 1886
- Cytheridea ottnangensis (Toula, 1914) Kollmann, 1960 †
- Cytheridea ovalis Terquem, 1885 †
- Cytheridea paleogenica Rosyjeva, 1962 †
- Cytheridea pappi Mehes, 1936 †
- Cytheridea paracuminata Kollmann, 1960 †
- Cytheridea parapapillosa Swain, 1963 †
- Cytheridea pebasea Purper, 1979 †
- Cytheridea pedroensis Leroy, 1943 †
- Cytheridea perarcuata Ulrich, 1901 †
- Cytheridea perforata Terquem, 1885 †
- Cytheridea picturata Terquem, 1885 †
- Cytheridea pinguisaformis Rosyjeva, 1962 †
- Cytheridea plagia Mostafawi, 1989 †
- Cytheridea plagosa Eagar, 1965 †
- Cytheridea politula Jones & Sherborn, 1888 †
- Cytheridea porosa Makhkamov, 1984 †
- Cytheridea porrecta Li, 1963 †
- Cytheridea posterovata Lankford, 1953 †
- Cytheridea praelacionosa Rosyjeva, 1962 †
- Cytheridea primitia Haskins, 1969 †
- Cytheridea pulvinar Jones & Sherborn, 1888 †
- Cytheridea punctatella Bornemann, 1855 †
- Cytheridea punctatocompressa Seguenza, 1880 †
- Cytheridea punctilifera Jennings, 1936 †
- Cytheridea punctillata Brady, 1865 †
- Cytheridea punctiputeolata Jones & Sherborn, 1888 †
- Cytheridea pura Jones & Sherborn, 1888 †
- Cytheridea purperae Bold, 1986 †
- Cytheridea pusilla Brady, 1886
- Cytheridea pygmaea Zalanyi, 1959 †
- Cytheridea quartotuberculata Chochlova, 1960 †
- Cytheridea rahimica Livental, 1929 †
- Cytheridea renoides Jones & Sherborn, 1888 †
- Cytheridea reticulopunctata Purper, 1979 †
- Cytheridea retorrida Jones & Sherborn, 1888 †
- Cytheridea rigida Haskins, 1969 †
- Cytheridea robertsi Howe & Garrett, 1934 †
- Cytheridea rohri (Bold, 1963) Bold, 1971 †
- Cytheridea rotundata Chapman & Sherborn, 1893 †
- Cytheridea rubra Mueller, 1894
- Cytheridea rugifera Jones & Sherborn, 1888 †
- Cytheridea rugosa Pietrzeniuk, 1969 †
- Cytheridea sandbergeri Kammerer, 1989 †
- Cytheridea saratogana Israelsky, 1929 †
- Cytheridea sedata Jones & Sherborn, 1888 †
- Cytheridea seguenzai Sandberg, 1964
- Cytheridea senilisa Rosyjeva, 1962 †
- Cytheridea sepulchra Jennings, 1936 †
- Cytheridea sexangularis Terquem, 1878 †
- Cytheridea similis Brady, 1869
- Cytheridea simplex Terquem, 1885 †
- Cytheridea sinistra Terquem, 1885 †
- Cytheridea spathacea Lienenklaus, 1905 †
- Cytheridea spiculaformis Rosyjeva, 1962 †
- Cytheridea spinifastigiata Jones & Sherborn, 1888 †
- Cytheridea spinosa Mehes, 1911 †
- Cytheridea spooneri Howe & Garrett, 1934 †
- Cytheridea staringi Veen, 1935 †
- Cytheridea stigmosa Brady & Norman, 1889
- Cytheridea stricta Makhkamov, 1984 †
- Cytheridea subelliptica Ye (Chun-Hui), 1987 †
- Cytheridea subeminula Jones & Sherborn, 1888 †
- Cytheridea subflavescens Brady, 1867
- Cytheridea subovalis (Ulrich & Bassler, 1904) Forester, 1980 †
- Cytheridea subperforata Jones, 1884 †
- Cytheridea subpolygona Zalanyi, 1959 †
- Cytheridea sukatschovae Rosyjeva, 1962 †
- Cytheridea sulcosigmoidalis Purper, 1979 †
- Cytheridea symmetrica Swanson, 1969 †
- Cytheridea tenera Lienenklaus, 1894 †
- Cytheridea tenuis Jones, 1893 †
- Cytheridea terquemia Coryell, 1963 †
- Cytheridea terquemoidea Coryell, 1963 †
- Cytheridea testataformis Rosyjeva, 1962 †
- Cytheridea tomaszowiensis (Sztejn, 1957) Malecki, 1960 †
- Cytheridea transversiplicata Jones & Sherborn, 1888 †
- Cytheridea trapezoidalis Terquem, 1885 †
- Cytheridea trisulcata Lankford, 1953 †
- Cytheridea truncata Berry, 1925 †
- Cytheridea tschikhatschevi Gramm, 1963 †
- Cytheridea tuberculata Terquem, 1878 †
- Cytheridea turkestanensis Mehes, 1913 †
- Cytheridea turkestanica Rosyjeva, 1962 †
- Cytheridea tyrrellii Jones, 1895 †
- Cytheridea ubaghsi Veen, 1935 †
- Cytheridea ujngispina Purper, 1979 †
- Cytheridea unispinae Eagar, 1965 †
- Cytheridea vadaszi Mehes, 1911 †
- Cytheridea valangiensis (Sztejn, 1957) Malecki, 1960 †
- Cytheridea valida Zalanyi, 1959 †
- Cytheridea ventricosa Goerlich, 1953 †
- Cytheridea ventrosa Jones & Sherborn, 1888 †
- Cytheridea vermiculata Terquem, 1885 †
- Cytheridea verruculata Li, 1963 †
- Cytheridea vetusta Terquem, 1885 †
- Cytheridea vicksburgensis (Stephenson in Howe & Law, 1936) Hazel, Mumma & Huff, 1980 †
- Cytheridea virginiensis (Malkin, 1953) Hazel, 1971 †
- Cytheridea vitrea Seguenza, 1880 †
- Cytheridea vulsa Jones & Sherborn, 1888 †
- Cytheridea winwoodiana Jones & Sherborn, 1888 †
- Cytheridea zahorica Jiricek in Brestenska & Jiricek, 1978 †